# کوجی ماتسویی
کوجی ماتسویی (انگلیسی: Koji Matsui؛ زادهٔ ۶ ژوئیهٔ ۱۹۵۷) بازیکن هندبال اهل ژاپن بود.